# Laß, Fürstin, laß noch einen Strahl
Laß, Fürstin, laß noch einen Strahl BWV 198 ist eine Kantate, die Johann Sebastian Bach für die Trauerfeier der Universität Leipzig zu Ehren der verstorbenen Christiane Eberhardine von Brandenburg-Bayreuth komponierte und am 17. Oktober 1727 in Leipzig aufführte. Diese weltliche Bachkantate ist auch als Trauerode oder Trauerode auf den Tod der Königin Christiane Eberhardine bekannt.

## Geschichte und Text

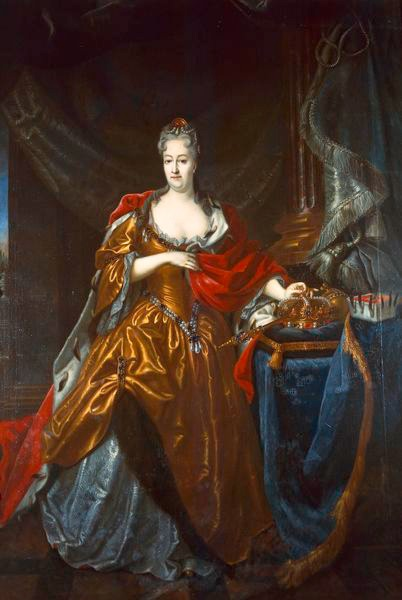
Christiane Eberhardine von Brandenburg-Bayreuth, für deren Trauerfeier die Kantate geschrieben wurde

Bach schrieb mehrere musikalische Werke für Feierlichkeiten der Universität Leipzig. Er komponierte diese Kantate auf Wunsch der Universität als Trauermusik zu Ehren von Christiane Eberhardine, die als Ehefrau von August II. Kurfürstin von Sachsen und Titularkönigin von Polen war.
Die Kantate wurde am 17. Oktober 1727 in der Leipziger Paulinerkirche (Universitätskirche in Leipzig) uraufgeführt. Bach dirigierte vom Cembalo aus.
Der Text wurde von dem Leipziger Gelehrten und Dichter Johann Christoph Gottsched verfasst. Der Text ist weltlich gehalten, weitgehend ohne religiöse Elemente im Zusammenhang mit Erlösung und dem Leben nach dem Tod. Er rühmt die verstorbene Fürstin als „Heldin“, als „Fürbild großer Frauen“, „erhabne Königin“, „Glaubenspflegerin“ und Inbegriff der Tugend. Die meisten Stücke stellen die Trauer um die „teure Mutter“ und die „Tränengüsse“ der Trauernden in den Vordergrund. Beispielhaft sind die pathetischen Zeilen im Sopran-Rezitativ:
[…]
das Auge tränt, die Zunge ruft:
Mein Schmerz kann unbeschreiblich heißen!
Hier klagt August und Prinz und Land,
der Adel ächzt, der Bürger trauert
[…]
Im abschließenden Chorsatz wird der Verstorbenen ein Gedenken bis ans „Ende der Welt“ zugesichert: man weiß, was man an dir besessen;  die Nachwelt wird dich nicht vergessen, bis dieser Weltbau einst zerbricht.
Gottsched lehnte religiöse Themen als Gegenstand der Literatur ab und hat aus diesem Grund kaum Dichtungen für Bach verfasst. Neben der vorliegenden Kantate gibt es noch die weltliche Kantate BWV Anhang 13, deren Musik verschollen ist. Der Text von BWV 198 ist eine klassische, regelmäßige Ode in neun Strophen zu je acht Zeilen mit dem Reimschema a – b – b – a. Bach hält sich jedoch nicht an diese Regelmäßigkeit und durchschneidet die Strophen nach Belieben. So beschränkt sich der Eingangschor auf die erste Hälfte der ersten Strophe, das folgende Sopran-Rezitativ verbindet die zweite Hälfte dieser Strophe mit der ersten Hälfte der zweiten Strophe, und die Sopran-Arie schließt diese Strophe ab. Das Schema halbe Strophe – zwei halbe Strophen – halbe Strophe wiederholt sich in den Sätzen 5 bis 7. Die Sätze 4, 8 und der Schlusschor umfassen jeweils eine originale Strophe, das Bass-Rezitativ (Satz 9) hingegen zwei Strophen.

## Besetzung und Aufbau
Die Kantate ist für vier Vokalsolisten (Sopran, Alt, Tenor und Bass) und einen vierstimmigen Chor geschrieben und reich instrumentiert: mit zwei Flöten, zwei Oboe d’amore, zwei Violinen, einer Bratsche, zwei Gamben, zwei Lauten und dem Generalbass.
Die zehn Sätze sind in zwei Teile unterteilt, die vor und nach der Trauerrede aufgeführt werden:
Erster Teil
1. Chor: Laß, Fürstin, laß noch einen Strahl
2. Rezitativ (Sopran): Dein Sachsen, dein bestürztes Meißen
3. Arie (Sopran): Verstummt, verstummt, ihr holden Saiten!
4. Rezitativ (Alt): Der Glocken bebendes Getön
5. Arie (Alt): Wie starb die Heldin so vergnügt!
6. Rezitativ (Tenor): Ihr Leben ließ die Kunst zu sterben
7. Chor: An dir, du Fürbild großer Frauen

Zweiter Teil
1. Arie (Tenor): Der Ewigkeit saphirnes Haus
2. Rezitativ (Bass): Was Wunder ists? Du bist es wert
3. Chor: Doch, Königin! du stirbest nicht

## Musik
Die Grundtonart des Werks ist h-Moll, wie in Bachs h-Moll-Messe. Alle drei Chorsätze sowie die Sopranarie stehen in dieser Tonart, die von Bachs Zeitgenosse Johann Mattheson als „bizarre, unlustig und melancholisch“ beschrieben wird.
Im Eröffnungssatz zögert Bach nach dem ersten Akkord die Rückkehr zur Tonika ungewöhnlich lange hinaus, wobei er Mittel wie Trugschlüsse und verminderte Septakkorde einsetzt. In der ersten Zeile wird das Schlusswort „Strahl“ in einer ansteigenden Melodie erreicht, während bei den „Tränengüssen“ die Melodie meist absteigt. Der Textbeginn „Laß, Fürstin“ wird immer vom ganzen Chor gemeinsam deklamiert, abgesetzt vom umgebenden Text.
Die Vokalsolisten treten in absteigender Reihenfolge ein: zuerst Sopran (Satz 2 und 3), dann Alt (Satz 4 und 5), dann Tenor (Satz 6 und 8) und schließlich Bass (Satz 9). Möglicherweise wird damit die Grablegung symbolisiert.
Die Tenor-Arie Der Ewigkeit saphirnes Haus, die als erster Satz nach der Trauerrede aufgeführt wurde, enthält eine Anspielung auf die Kantate Ich will den Kreuzstab gerne tragen, die Bach ein Jahr zuvor komponiert hatte: In den Takten 70 bis 75 ahmt die Oboenstimme die Bass-Solostimme in der Kreuzstabkantate nach, die in Takt 91 bis 98 singt: „Der führet mich nach meinen Plagen zu Gott, in das gelobte Land.“
Im Finalsetz wendet Bach eine bei ihm relativ selten anzutreffende Satztechnik an: Der Chor singt manche melodische Teile unisono (in Oktaven). Das Mittel findet sich bei ihm noch beispielsweise im Eingangschor des Weihnachtsoratoriums oder in der Motette Jesu, meine Freude (BWV 227).
Später entlehnte Bach Elemente der Kantate für seine Markus-Passion und für die weitere, 1729 geschriebene Trauerkantate Klagt, Kinder, klagt es aller Welt (BWV 244a). Bei beiden Werken ist die Musik verschollen.

## Aufnahmen (Auswahl)
- J.S. Bach: Cantata BWV 198, Jürgen Jürgens, Monteverdi Choir, Concerto Amsterdam, Telefunken, 1966
- J.S. Bach: Das Kantatenwerk – Sacred Cantatas Vol. 10, Knabenchor Hannover (Chorus Master: Heinz Hennig) & Collegium Vocale Gent (Chorus Master: Philippe Herreweghe), Leonhardt Consort, conductor Gustav Leonhardt, Teldec 1989
- Bach Edition Vol. 14 – Cantatas Vol. 7, Pieter Jan Leusink, Holland Boys Choir, Netherlands Bach Collegium, Brilliant Classics 2000
- J.S. Bach: Complete Cantatas Vol. 4, Amsterdam Baroque Orchestra & Choir, conductor Ton Koopman, Antoine Marchand.